# Acueducto Steenbergen
El acueducto Steenbergen (en neerlandés: Aquaduct Steenbergen) es un acueducto en construcción en Steenbergse Vliet en el municipio de Steenbergen en los Países Bajos. Abrió sus puertas en septiembre de 2013 para el tráfico y es parte de la parte faltante de la A4 entre Halsteren y Dinteloord. Esta parte que falta se construye y se pondrá en funcionamiento en marzo de 2015. 
Para la construcción del acueducto en Steenbergen en total hay 150.000 m³ de tierra excavada. El "tanque" de agua pesa más de 5.000 toneladas.